# Oryzias latipes
Espèce
Synonymes
- Aplocheilus latipes (Temminck & Schlegel, 1846)[1] [2]
- Oryzias latipes latipes (Temminck & Schlegel, 1846)[1] [2]
- Oryzias latipes (Temminck & Schlegel 1846)[3]
- Oryzias sinensis Chen, Uwa & Chu, 1989[3]
- Poecilia latipes Temminck & Schlegel, 1846[1] [2]

Statut de conservation UICN

 LC  : Préoccupation mineure
Le médaka (Oryzias latipes) est une espèce de poissons de la famille des Adrianichthyidae, originaire d'Asie du sud-est, courant en aquariophilie et dans les laboratoires. Il appartient au genre Oryzias, le seul genre de la sous-famille Oryziinae.
Il est classé préoccupation mineure par l'UICN dans son habitat naturel.

## Répartition géographique et habitat
Le médaka est originaire des rizières des régions côtières d'Asie du Sud. Il est amphidrome, ce qui signifie qu'il se déplace entre eau de mer et eau douce à un certain moment dans sa vie, mais pas pour se reproduire. On le trouve donc dans les océans et les fleuves.
Medaka est un poisson benthopélagique vivant dans les eaux douces et saumâtres subtropicales. Les médaka survivent dans une large gamme de températures de l'eau (3 à 42 ° C ou 37 à 108 ° F), préférant des températures de l'eau de 15 à 28 ° C (59 à 82 ° F). Les adultes se trouvent dans les étangs, les marais et les marécages, les rizières et les petits ruisseaux des plaines. Ils préfèrent les courants lents. Ils habitent principalement les eaux des basses terres et les eaux saumâtres, mais sont également connus pour habiter les réservoirs de marée le long des côtes de certaines régions du Japon et de la Corée. O. latipes est principalement une espèce d'eau douce. La mer n'est généralement utilisée par cette espèce que lors de la migration vers de nouveaux habitats d'eau douce, tandis que la capacité de fertiliser les œufs est limitée dans l'eau salée. Il tolère une large gamme de salinité et de température. Pour l'aquaculture artificielle, l'eau de mer diluée peut être meilleure que l'eau douce dans certains cas, et l'utilisation d'une solution saline équilibrée est recommandée si l'eau du robinet s'avère inadaptée. Son élevage en aquarium est facile.

## Description
De taille relativement petite, 2 à 4 cm de long, le médaka est devenu un poisson d'aquarium populaire en raison de sa rusticité et de sa livrée agréable : sa couleur varie du brun ou jaune-or à l'état sauvage au blanc, jaune crème ou orange en aquarium. Le dimorphisme sexuel est plus évident lorsque les poissons sont adultes et en période de reproduction. Les nageoires dorsales et anales sont plus petites et ont une bordure plus régulière chez la femelle.
La femelle porte ses œufs en grappe entre ses nageoires anales.

## Taxonomie
Medaka a été scientifiquement décrit comme Poecilia latipes en 1846 par Coenraad Jacob Temminck et Hermann Schlegel. En 1866, cette espèce a été assignée au genre Haplochelus par Albert Günther, et en 1901 par David Starr Jordan et John O. Snyder au genre Aplocheilus. En 1906, Jordan et Snyder ont décrit le genre Oryzias comme un taxon distinct, différant d'Aplocheilus par l'absence de dents sur la faux,. On pensait à l'origine qu'O. latipes était répandu dans une grande partie de l'Asie du Sud-Est et du continent, mais au cours des dernières décennies, la plupart de ces populations ont été séparées en espèces distinctes sur la base de preuves morphologiques et génétiques. Cela réduit l'aire de répartition originale d'O. latipes au Japon : l'est et le sud de Honshu, Shikoku, Kyushu et les petites îles du sud du pays. Auparavant inclus dans cette espèce étaient O. sakaizumii dans le nord-ouest de Honshu, au Japon (hybridant localement avec O. latipes) et O. sinensis (medaka chinois) d'une grande partie de la Chine. Ces deux espèces sont maintenant considérées comme distinctes,,.

### Origine des populations du sud et du nord du Japon
L'analyse phylogénétique montre que la population du sud du Japon (Minami-medaka) est dérivée de la population du nord de Kyushu et s'est propagée à Honshu. D'autre part, la population du nord (Kitano-medaka) était issue de la population de la région de Tajima - Tango. O. latipes est connu pour avoir neuf sous-populations: type Japon oriental, type Setouchi oriental, type Setouchi occidental, type San'in, type Kyushu nord, type Osumi, type Ariake, type Satsuma et type Ryukyu. Ces sous-populations se sont mélangées les unes aux autres en raison d'évasions de captivité et de lâchers artificiels dus à une diminution de la diversité génétique locale.

## Maintenance en aquarium
L'histoire de l'élevage au Japon est très longue, comparable à celle de la carpe koï ou carassin, puisqu'elle le médaka est un animal de compagnie très apprécié depuis le XVIIe siècle au Japon. Selon plusieurs études, la durée de vie d'Oryzias latipes est d'environ 1 an à environ 80 ° F (27 ° C), ce qui indique que la température affecte grandement sa durée de vie. Cependant, en captivité, dans des conditions optimales et à des températures plus basses, ces poissons peuvent vivre jusqu'à 4 ans.
Medaka Ricefish sont des poissons assez paisibles. Ils ne dérangeront personne dans le réservoir communautaire. Cependant, ils peuvent se disputer la domination et la nourriture entre eux. Dans l'aquarium, il en faut au moins 6 pour commencer. Selon une étude, le comportement agonistique n'est pas déclenché lorsque l'espace est limité. Les grands groupes les rendent plus heureux. Généralement, ils passent la plupart de leur temps dans les parties supérieure et centrale du réservoir.
Vous pouvez facilement en conserver quelques dizaines dans un réservoir de 10 gallons (40 litres). Un petit groupe de ces poissons sera un excellent choix pour les nano réservoirs. Néanmoins, avoir un réservoir plus grand est toujours préférable pour la stabilité de la chimie de l'eau.
En milieu naturel, la saison de reproduction d'Oryzias latipes dure généralement de mi-avril à fin septembre au Japon. Sous photopériode quotidienne régulière avec plus de 13 heures d'éclairage, Medaka Ricefish s'accouple à l'aube. En effet, chez les femelles, l'ovulation se produit environ 1 heure avant le début de la période lumineuse.
L'accouplement implique une danse de cour complexe au cours de laquelle les mâles s'approchent à plusieurs reprises des femelles et présentent diverses parades. Les mâles et les femelles commencent à descendre doucement vers le fond, en gardant la posture de croisement. Le corps entier et les nageoires des deux sexes frémissent finement mais rapidement - en baissant la tête ou en levant la queue pendant 15 à 30 secondes. Après cela, ils se contactent côte à côte presque complètement. Ainsi, l'angle de croisement entre les deux individus devient nul. Selon la température, les juvéniles de Medaka Ricefish éclosent après 7 à 10 jours (10 jours à 79 ° F ou 26 ° C) et atteignent la maturité en environ deux mois et demi.
Il a été remarqué que lorsqu'ils sont cultivés et élevés à l'extérieur, les Oryzias latipes deviennent plus forts et ont une coloration plus vive. Beaucoup d'éclairage et des fluctuations de température progressives profitent à ces poissons.

## Reproduction et comportement parental
Medaka devient sexuellement mature vers l'âge de 2 à 3 mois. Si les poissons sont bien nourris, ils mûrissent plus tôt. Le frai quotidien peut être induit toute l'année dans des conditions appropriées jusqu'à 3 mois. Par conséquent, pour frayer quotidiennement, la photopériode doit être maintenue à 14 heures de lumière à haute intensité (plus de 150 lux) et 10 heures d'obscurité. Même les médakas aveugles pouvaient se reproduire dans des conditions appropriées. La température optimale de l'eau pour la reproduction est de 26 à 28 °C. Les Medaka ne se reproduisent pas du tout à des températures inférieures à 10 °C.
Le nombre d'œufs pondus dépend de la taille corporelle, de la santé et des conditions nutritionnelles de la femelle, mais généralement la femelle pond 20 à 40 œufs par jour. Garder les poissons adultes à une densité trop élevée les empêche de frayer. Si plus d'un mâle est gardé dans le réservoir, ils interfèrent les uns avec les autres pendant l'accouplement, ce qui entraîne une diminution du succès de la fécondation. Même après que les poissons aient atteint l'âge adulte, ils ne s'accouplent parfois pas parce qu'ils ne "s'adaptent" pas à leur homologue. Dans un tel cas, il est conseillé de changer de partenaire pour provoquer des frictions.
Le mâle suit d'abord la femelle de près, et si la femelle ne s'échappe pas, le mâle nage en diagonale vers elle puis s'arrête pendant quelques secondes. Le mâle nage alors rapidement selon un schéma circulaire devant la femelle. Le mâle tient alors la femelle dans les nageoires dorsale et anale et s'approche du cloaque de la femelle avec son cloaque, et après une courte descente dans l'eau, la fécondation des œufs se produit. Les œufs se collent entre eux via les filaments poilus et s'attachent à l'abdomen de la femelle pendant plusieurs heures avant de couler au fond.

## Aliments
Medaka est omnivore. Dans la nature, ils se nourrissent, par exemple, de coléoptères, de larves de moustiques ou d'Artemia, dans les aquariums, on leur donne des aliments secs artificiels tels que des granulés, des flocons ou de la poudre. Ils acceptent facilement les aliments vivants, en particulier les larves de moustiques et de moucherons. Les larves de médaka sont nourries de protozoaires, d'algues unicellulaires ou de daphnies.

## Principales variétés
Il existe des centaines de variétés de couleurs qui diffèrent non seulement par la couleur, mais aussi par la répartition des motifs de couleur. Il peut être divisé en trois variétés de base. "Miyuki Medaka" qui sont argentés, "Yokihi Medaka" qui ont des nuances d'orange ou de jaune et "Orochi Medaka" qui sont tous noirs.
Il existe également trois autres groupes. "Kouhaku" qui sont blanc-rouge, "Lame" avec des écailles scintillantes ou "Sanshoku" tricolore avec des taches noires. Au Japon et depuis plusieurs années en Europe, notamment en Allemagne et en Italie, se tiennent des salons où les éleveurs présentent leurs meilleurs poissons et ainsi de nouvelles variétés se créent encore en Europe indépendamment du Japon.

## Importance
Il est utilisé pour le contrôle biologique des moustiques et comme poisson d'ornement et d'aquarium.

### Importance sociale au Japon et en aquaculture
Medaka a été gardé comme poisson d'ornement au Japon pendant des siècles. Les Medaks sont traditionnellement conservés toute l'année dans des bols en céramique et en pierre, où ils doivent faire face aux températures estivales élevées et au gel en hiver,. Ces dernières années, le medaka a gagné en popularité ailleurs dans le monde, certaines des races les plus rares valant plus de ¥ 1 million (près de 10 000 USD) - bien que les variétés les plus courantes (telles que himedaka) puissent être achetées pour environ ¥ 50 par poisson. Environ 456 souches commerciales sont actuellement documentées et sélectionnées. Medaka n'est pas seulement conservé pour la décoration, mais est également utilisé dans l'éducation; Les classes des écoles élémentaires japonaises élèvent souvent des medakas pour donner aux élèves une expérience de première main des soins aux organismes vivants et pour promouvoir une appréciation plus large des cycles de vie des animaux. Les Medaks conviennent à la recherche en raison de leurs temps de génération courts et de leur adaptabilité, et leurs œufs transparents les rendent idéaux pour l'observation,,.

### Espèce-modèle et sujet d'expérimentation
Le médaka peut résister au froid et être transporté facilement. Il a une courte période de gestation et est prolifique. De plus sa transparence facilite les observations notamment du développement embryonnaire. Ces caractéristiques facilitent l'élevage en laboratoire. Avec Danio rerio et d'autres espèces, c'est un organisme modèle très approprié.
Presque tous les aspects du cycle de vie du médaka ont été analysés par des chercheurs, notamment le comportement sexuel, l'héritage génétique de la coloration, les habitudes du frai, l'alimentation, les pathologies, le développement de l'embryon, l'écologie, etc.
Oryzias latipes a ainsi dès les années 1900 servi à étudier :
- l'hérédité et la transmission des couleurs (1921-1922) chez les poissons d'eau douce[32] ;
- l'inversion inductible des sexes chez les poissons, en 1953 [33] ;
- la génétique de l'espèce[34],[35] et ses liens avec l'organogenèse[36] ;
- des moyens non invasifs d'évaluer la taille d'un génome et une triploïdie[37] ;
- les effets environnementaux ou génétiques de divers toxiques (écotoxicologie)[38] et notamment pour l'étude des effets de perturbateurs endocriniens[39]. 
En particulier, il a été jugé représentatif des risques génotoxiques pour de nombreuses espèces, dont de grands mammifères tels que les baleines[40] ;
- la reproduction et vie en apesanteur : il est le premier vertébré à s'être reproduit dans l'espace. La descendance, née à bord de la navette spatiale Columbia lors d'une mission de 15 jours en 1994, se portait bien[41],[42],[43].

### Médaka transgénique
Comme pour de nombreuses autres espèces de poissons d'aquarium, il existe également des formes transgéniques qui sont interdites dans l'UE. Les médakas transgéniques sont relativement faciles à produire. Son génome est en cours d'analyse dans le cadre du Medaka genome project. En 2008 ce génome était encore cours de description.
Cette espèce a été considérée comme espèce-modèle pour expérimenter la transgenèse chez le poisson.
Des médakas ont été génétiquement modifiés pour sécréter diverses hormones humaines, des séquences promotrices d'autres poissons, et pour fabriquer des protéines anti-microbiennes et une protéine qui rend le médaka vert fluorescent.
Comme chez d'autres espèces, des mutations apparaissent également « au hasard » ou en présence d'agents mutagènes (alors délétères la plupart du temps) ; une souche mutante sans écailles, et une souche dotée de nageoires anormalement longues ont ainsi été sélectionnées et conservées.